# E3 Prijs Harelbeke 1980
L'E3 Prijs Harelbeke 1980, ventitreesima edizione della corsa, si svolse il 22 marzo su un percorso di 226 km, con partenza ed arrivo a Harelbeke. Fu vinta dall'olandese Jan Raas della squadra Ti-Raleigh-Creda, che bissò il successo dell'anno precedente, davanti all'irlandese Sean Kelly e al belga Rik Van Linden.

## Ordine d'arrivo (Top 10)
| Pos. | Corridore          | Squadra                     | Tempo    |
| ---- | ------------------ | --------------------------- | -------- |
| 1    | Jan Raas           | Ti-Raleigh-Creda            | 5h17'00" |
| 2    | Sean Kelly         | Splendor-Admiral-TV Ekspres | s.t.     |
| 3    | Rik Van Linden     | DAF Trucks-Lejeune          | s.t.     |
| 4    | Benny Schepmans    | Safir-Ludo                  | s.t.     |
| 5    | Walter Planckaert  | Vermeer-Thijs-Mini-Flat     | s.t.     |
| 6    | Johan van der Meer | HB Alarmsystemen            | s.t.     |
| 7    | Hennie Stamsnijder | DAF Trucks-Lejeune          | s.t.     |
| 8    | Étienne De Wilde   | Splendor-Admiral-TV Ekspres | s.t.     |
| 9    | Marc Demeyer       | Ijsboerke-Warncke Eis       | s.t.     |
| 10   | Rudy Pevenage      | Ijsboerke-Warncke Eis       | s.t.     |